# Caviinae
Sous-famille
Les Caviinae sont une sous-famille de Rongeurs de la famille des Cavidés qui regroupe des cobayes. Parmi eux, le Cobaye commun (Cavia porcellus), connu aussi sous le nom de Cochon d'Inde, est devenu un animal domestique élevé un peu partout dans le monde.
Cette sous-famille a été décrite pour la première fois en 1817 par le naturaliste russe d'origine saxonne Gotthelf Fischer von Waldheim (1771-1853).

## Liste des sous-taxons

### Liste desgenres
Selon Mammal Species of the World (version 3, 2005)  (21 janv. 2013) et ITIS (8 oct. 2012) :
- genre Cavia Pallas, 1766 - les cobayes proprement dits[3]
- genre Galea Meyen, 1832 - les cobayes à dents jaunes[4]
- genre Microcavia H. Gervais & Ameghino, 1880 - les cobayes de montagne[4]

Selon Paleobiology Database (21 janv. 2013) :
- genre Galea

### Liste des genres et espèces
Selon Mammal Species of the World (version 3, 2005)  (21 janv. 2013) :
- genre Cavia
  - Cavia aperea
  - Cavia fulgida
  - Cavia intermedia
  - Cavia magna
  - Cavia porcellus
  - Cavia tschudii
- genre Galea
  - Galea flavidens
  - Galea musteloides
  - Galea spixii
- genre Microcavia
  - Microcavia australis
  - Microcavia niata
  - Microcavia shiptoni